# پابلو تریگوئروس
پابلو تریگوئروس (انگلیسی: Pablo Trigueros؛ زادهٔ ۴ مارس ۱۹۹۳) بازیکن فوتبال اهل اسپانیا است.
از باشگاه‌هایی که در آن بازی کرده‌است می‌توان به باشگاه فوتبال پومفرادینا اشاره کرد.